# Feux de forêt de 2021 en Turquie
Les feux de forêt de 2021 en Turquie sont une série d'incendies qui se déroulent depuis le 28 juillet 2021 dans la région méditerranéenne principalement, faisant au moins huit morts au 2 août et des centaines de blessés plus huit victimes d'un accident d'avion.
D'abord réticentes à accepter l'aide internationale, les autorités turques ont finalement permis à la Russie, l'Iran, l'Ukraine, l'Azerbaïdjan et l'Union européenne d'envoyer des avions.
De nombreux villageois interviennent pour aider les pompiers à faire face aux incendies.
Le 14 août, un hydravion bombardier d'eau Beriev Be-200 de la marine russe loué depuis juillet (un second hydravion du Ministère russe des Situations d'urgence est aussi loué) s'écrase dans la province de Kahramanmaraş alors qu'il intervenait sur un incendie. L'équipage est composé de cinq militaires russes et de trois Turcs, il n'y a aucun survivant.
Plus de 221 000 hectares ont été ravagés par les flammes.

## Conséquences sur la biodiversité
L'ONG WWF souligne que « les forêts et les montagnes des provinces de Mugla et d'Antalya, où résident les espèces iconiques du caracal et de la chèvre sauvage égagre, ont subi des dégâts importants ».

## Réactions internationales
L'Azerbaïdjan, la Russie, l'Ukraine, l'Iran et l'UE ont envoyé des avions, dont un avion amphibie. L'Azerbaïdjan a également envoyé 53 camions de pompiers, de nombreux autres véhicules d'urgence et 500 pompiers pour lutter contre les incendies de forêt. Cependant, l'offre d'aide de la Grèce a été rejetée. Bekir Pakdemirli, ministre de l'agriculture et des forêts, a déclaré que le gouvernement n'avait refusé que les offres d'avions pouvant transporter moins de cinq tonnes d'eau. De nombreux autres pays et organisations internationales ont offert leur aide.

## Aide internationale
- Azerbaïdjan – 750 pompiers et 93 camions
- Koweït – 45 pompiers et 6 camions
- Croatie – avions
- France – avions
- Grèce – offre refusée par la Turquie
- Israël – offre d'assistance si nécessaire
- Iran – avions
- Espagne – avions
- Roumanie – avions
- Russie – avions
- Pologne – Hélicoptère S-70
- Ukraine – avions
- États-Unis – 2 hélicoptères CH-47 Chinook larguant de l'eau

Organisations internationales:
- Union européenne - 3 Canadair de la flotte rescEU

## Réponse du gouvernement turc et controverses
Le gouvernement turc est critiqué par l'opposition pour avoir démantelé l'infrastructure d'une organisation semi-publique qui détenait dans le passé des bombardiers d'eau et qui était chargée de la lutte contre les incendies. Depuis lors, le pays ne dispose plus de sa propre flotte de Canadair.
Des données officielles montrent que les autorités n’ont dépensé qu’une petite portion des fonds, déjà modestes, qui étaient prévus pour la lutte anti-incendie et la prévention. L’agence forestière nationale turque a déclaré qu’au premier semestre, elle avait dépensé moins de 2 % des 200 millions de lires (19,7 millions d’euros) qu’elle avait prévus cette année pour la construction d’équipements anti-incendies.
Critiqué pour sa gestion des incendies, le gouvernement annonce l’ouverture d'une enquête visant à déterminer si les messages « HelpTurkey » publiés sur les réseaux sociaux ont pour but « de créer de l’anxiété, de la peur et de la panique au sein de la population, et d’humilier le gouvernement turc ». Les chaînes de télévision n’ont par ailleurs plus le droit de diffuser des images en direct des incendies.
Des théories du complot ont beaucoup circulé, tant sur les réseaux sociaux que sur les grands médias turcs, attribuant la responsabilité des incendies à un complot du Parti des travailleurs du Kurdistan (PKK) et de puissances extérieures comme la Grèce.

## Galerie

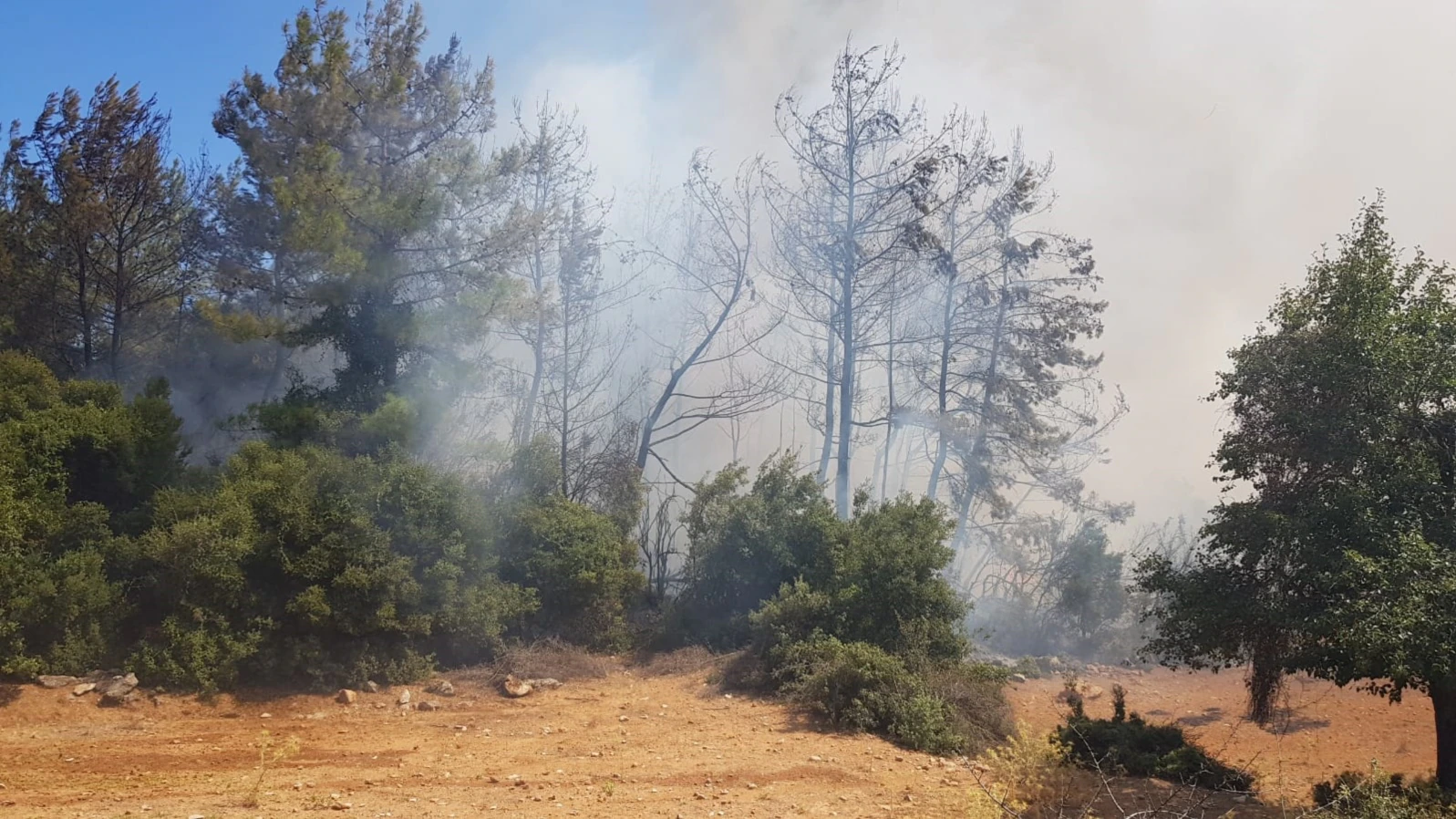
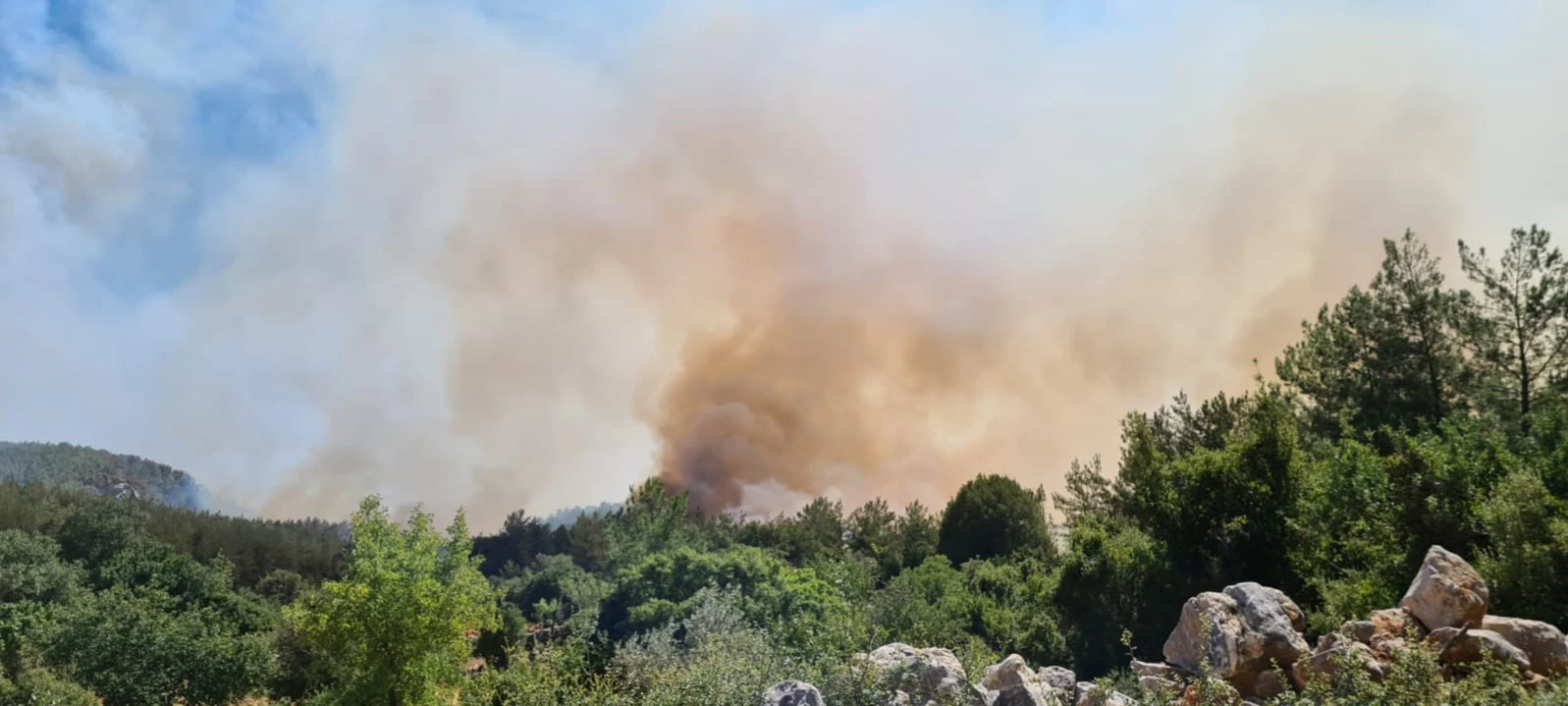
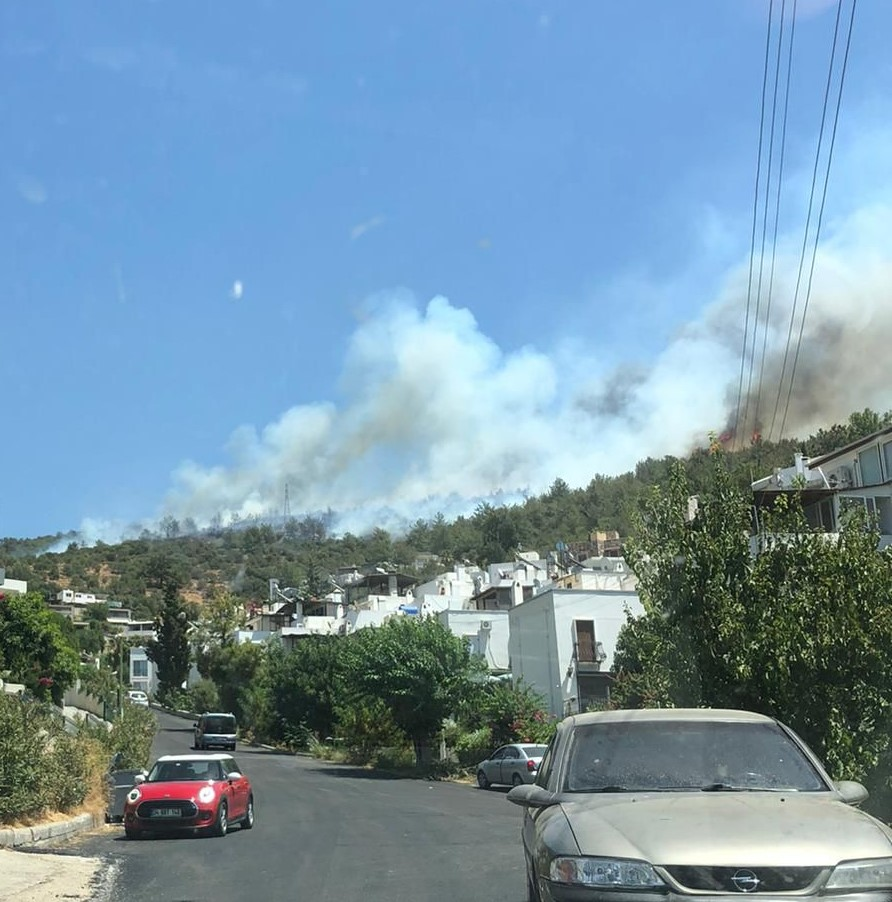
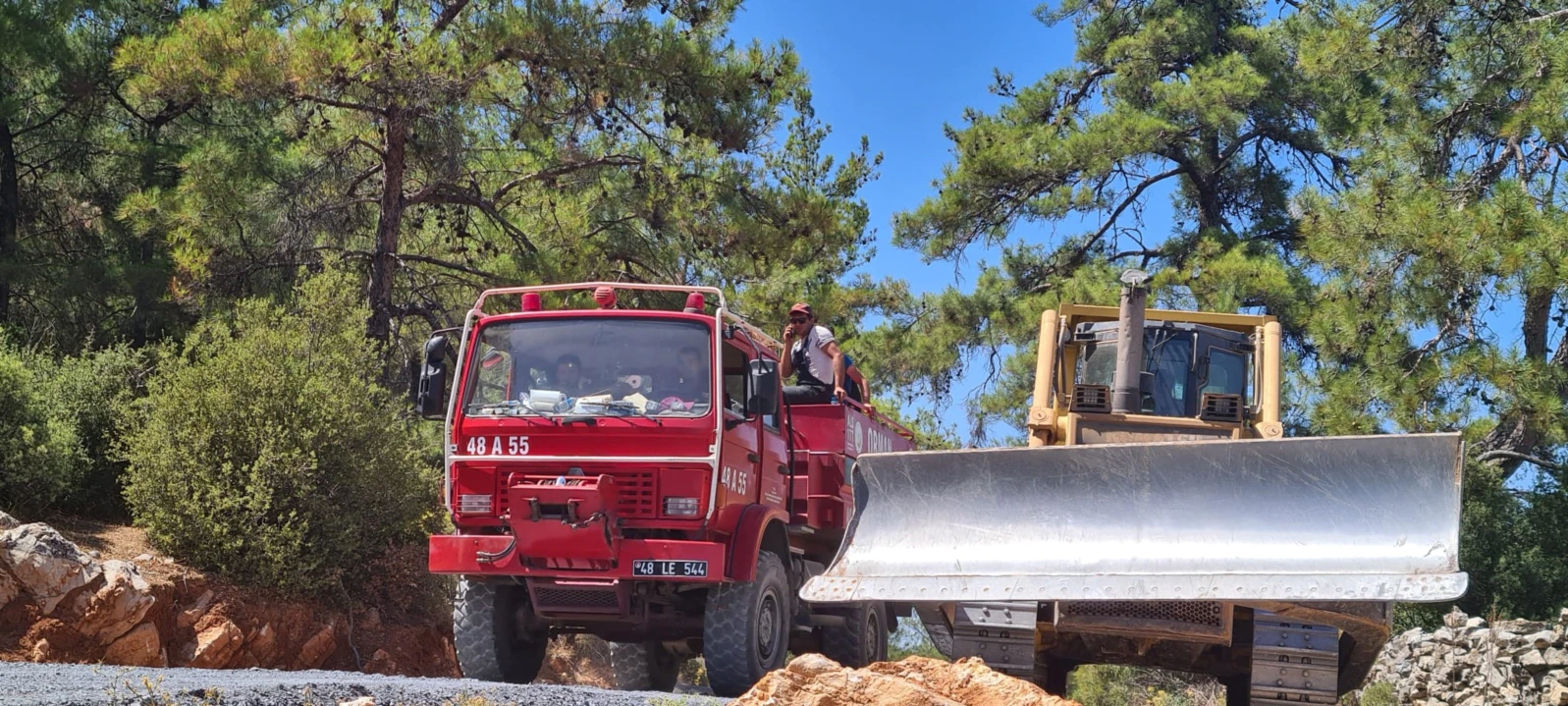